# Stanisław Samostrzelnik

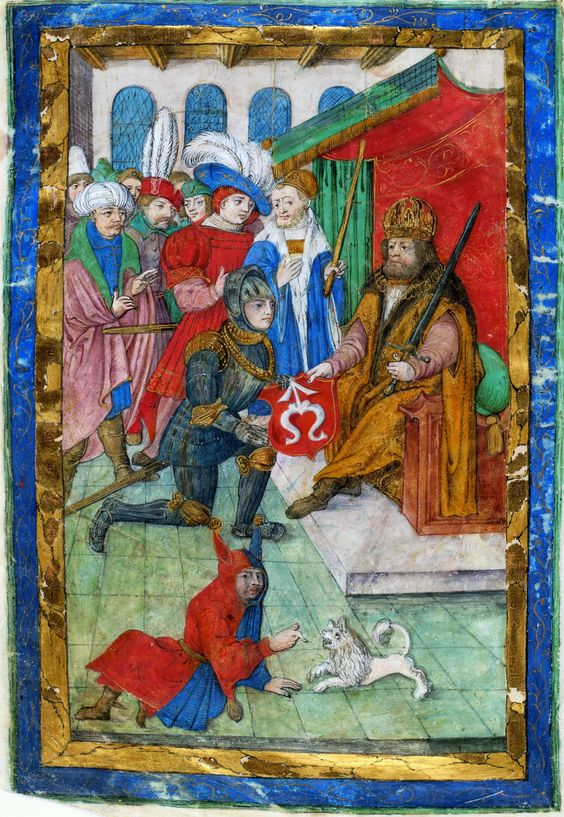
Liber geneseos illustris familiae Schidloviciae (1532)

Stanisław Samostrzelnik (Cracovia, ~1485- Mogiła, Cracovia, 1541) era un monje cisterciense e iluminado polaco del renacimiento

## Biografía
Era hijo de Piotr y Anna Samostrzelnik, su padre se dedicaba a hacer arcos y flechas y quizá su apellido venga de esta profesión (antiguo polaco , samostrzelnik de latín sagittator, frabicante de ballestas/saetas)
Tras pasar las pruebas necesarias, entró en el monasterio cisterciense de Mogiła y en poco tiempo fue iluminador.
En 1511, lo premiaron con el derecho de salir del monasterio, y se mudó a Szydłowiec para trabajar con el castelán Krzysztof Szydłowiecki.
En 1514 se estableció en Opatów y finalmente regresó Cracovia.